# A Vatikán és a Kínai Köztársaság kapcsolatai
A Szentszék és a Kínai Köztársaság (elterjedtebb nevén Tajvan) közötti kapcsolatok nem diplomáciai szinten 1922-ben, diplomáciai szinten pedig 1942-ben jöttek létre. A Vatikán az "Egy Kína" elve alapján a tajpeji kormányt (Kínai Köztársaság) ismeri el a pekingi (Kínai Népköztársaság) helyett Kína törvényes képviselőjeként.

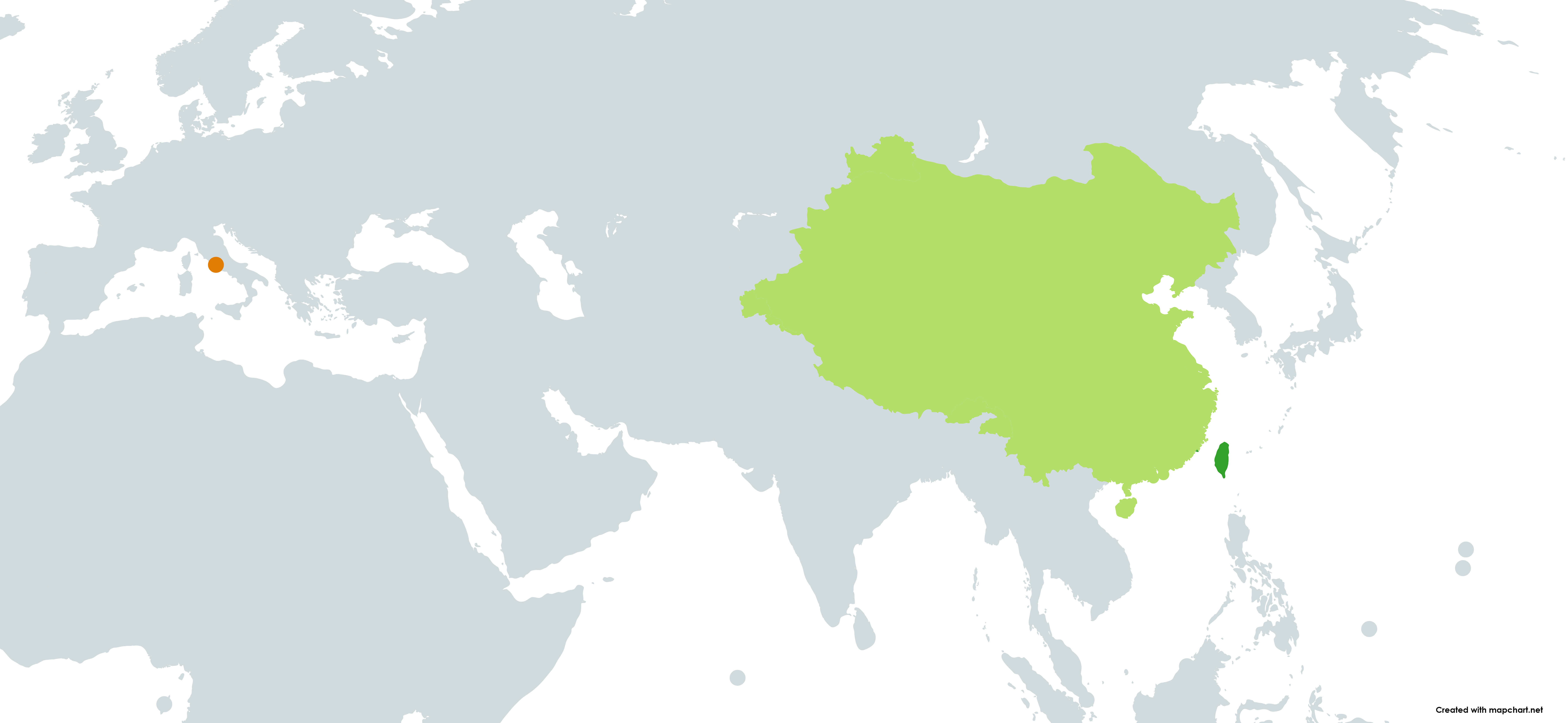
A Vatikán (narancssárga) és a Kínai Köztársaság (sötétzöld: Tajvan; világoszöld: történelmi területi követelések) földrajzi elhelyezkedése

## Történelem
1917-ben megállapodás született a Szentszék és a Kínai Köztársaság között a diplomáciai kapcsolatok létrehozásáról. Ezt a lépést azonban meggátolta Franciaország, amely a második ópiumháború végén Kínára kényszerített szerződésekkel protektorátusokat hozott létre az országban működő katolikus missziók felett.
1922-ben Celso Benigno Luigi Costantini érseket nevezték ki az országban működő apostoli küldöttség élére. 
 Noha Costantini érsek nem rendelkezett diplomáciai státusszal, a kínai kormány ugyanolyan bánásmódban részesítette, mint a Kínába küldött diplomáciai delegációkat Szun Jat-szen 1925-ös temetésén Costantini érsek 1933-ban hagyta el Kínát, és Mario Zanin érsek követte őt, akit szintén diplomataként kezeltek.
A teljes értékű diplomáciai kapcsolatok végül 1942. október 23-án jöttek létre, és Antonio Riberi érsek által 1946-ban az elnöknek adott megbízólevelének átadásával a Szentszék kínai apostoli küldöttsége diplomáciai státuszt kapott.
Zavaros időszak következett, miután a kínai nacionalista kormány 1949-ben a Tajvan szigetén található Tajpejbe költözött. Bár számos diplomáciai képviselet követte a kormányt Tajpejbe, a Szentszék missziója a szárazföldön maradt, és kapcsolatot keresett az új kommunista rezsimmel, amely nem fogadta el Riberit diplomatának, és 1951-ben kiutasította. A következő évben a pekingi kormány elutasítása után a Szentszék újra felvette a kapcsolatot a Kuomintanggal, amely a szárazföldön elszenvedett veresége és területének Tajvanra redukálódása ellenére továbbra is egész Kínát kívánta képviselni, így a szigetország neve továbbra is Kínai Köztársaság maradt.

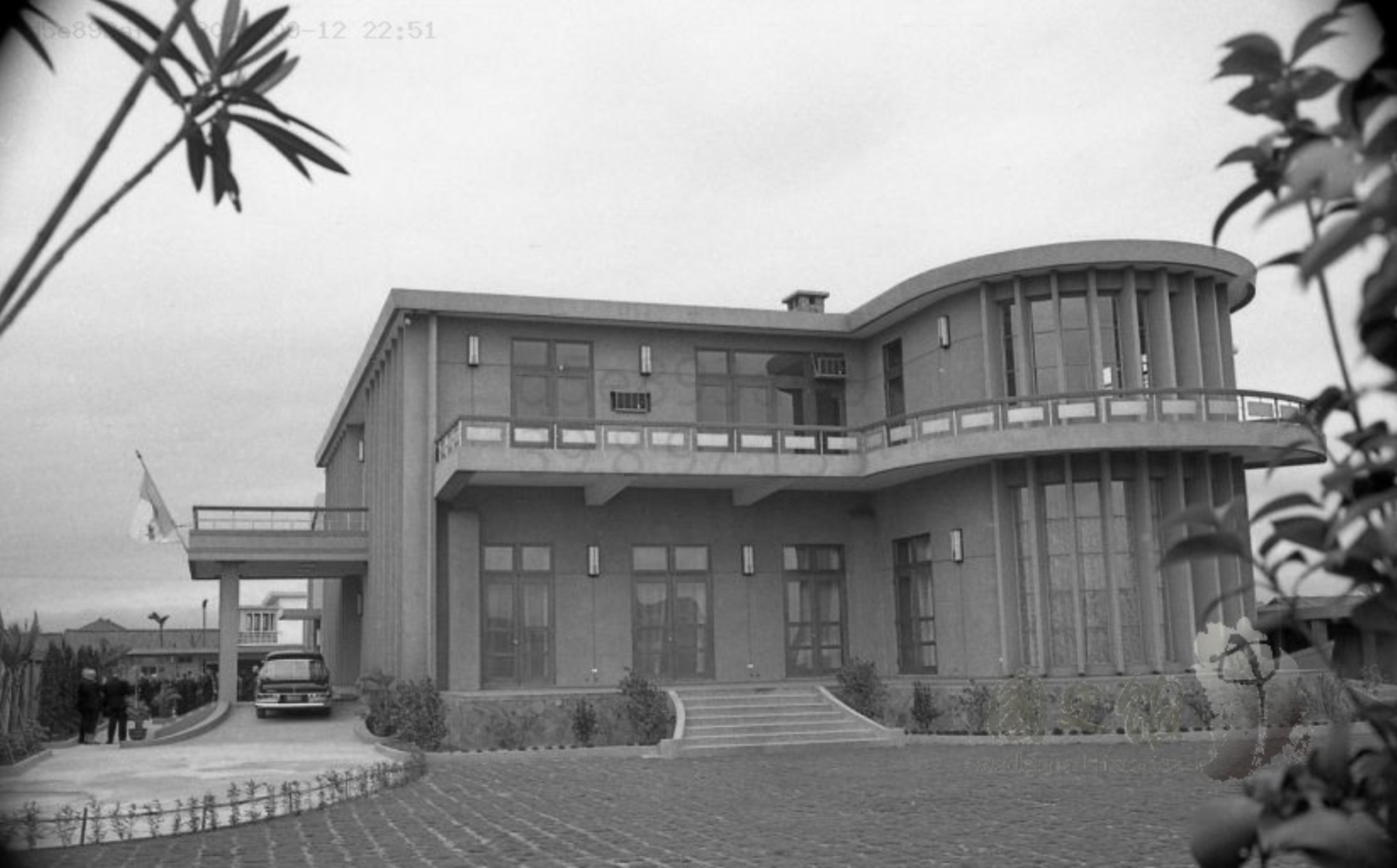
A vatikáni nagykövetség, 1964

Az ENSZ 1971. október 25-ig továbbra is Kína kormányaként ismerte el a Csang Kaj-sek által vezetett tajvani kormányt. Ezen a napon megszűnt a Kínai Köztársaság az Egyesült Nemzetek Szervezete alapító tagjának és az ENSZ BT állandó tagjának lenni, Kína képviselője Mao Ce-tung kormánya, Kínai Népköztársaság lett. Noha a Szentszék még teljes mértékben elismerte a KK-t, figyelembe vette a megváltozott helyzetet azzal, hogy a nunciusi címet – aki a Szentszéket Tajpejben képviselte – ügyvivővé nevezte át. Mivel a nunciusi posztra nem neveztek ki utódot, a tajpeji missziót azóta csak egy ügyvivő vezeti. A tajpeji kormány nem változtatott a római szentszéki nagykövetség jogállásán.
2005. április 8-án Csen Suj-pien elnök képviselte Kínát II. János Pál pápa temetésén. 2013 márciusában Ma Jing-csiu elnök látogatott el a Vatikánba, hogy részt vegyen Ferenc pápa beiktatásán, azonban még egyetlen pápa sem járt Tajvanon, még II. János Pál sem, pedig ő utazott a legtöbbet minden pápa közül.
Ahogy az azoknál az országoknál szokás, amelyek diplomáciai kapcsolatot tartanak fenn Tajvannal, a Vatikán a diplomáciában a Kínai Köztársaság kormányát ismeri el Kína egyetlen legitim kormányaként, és a pápai állam az egyetlen ország Európában, ami a tajpeji kormányt ismeri el a pekingi helyett.

A Szentszék továbbra is tárgyalásokat folytat a Kínai Népköztársasággal az elismerésről, azonban a Szentszék biztosította Tajvant, hogy a pekingi kormánnyal folytatott tárgyalások nem mennek a Kínai Köztársasággal fennálló kapcsolataik rovására.

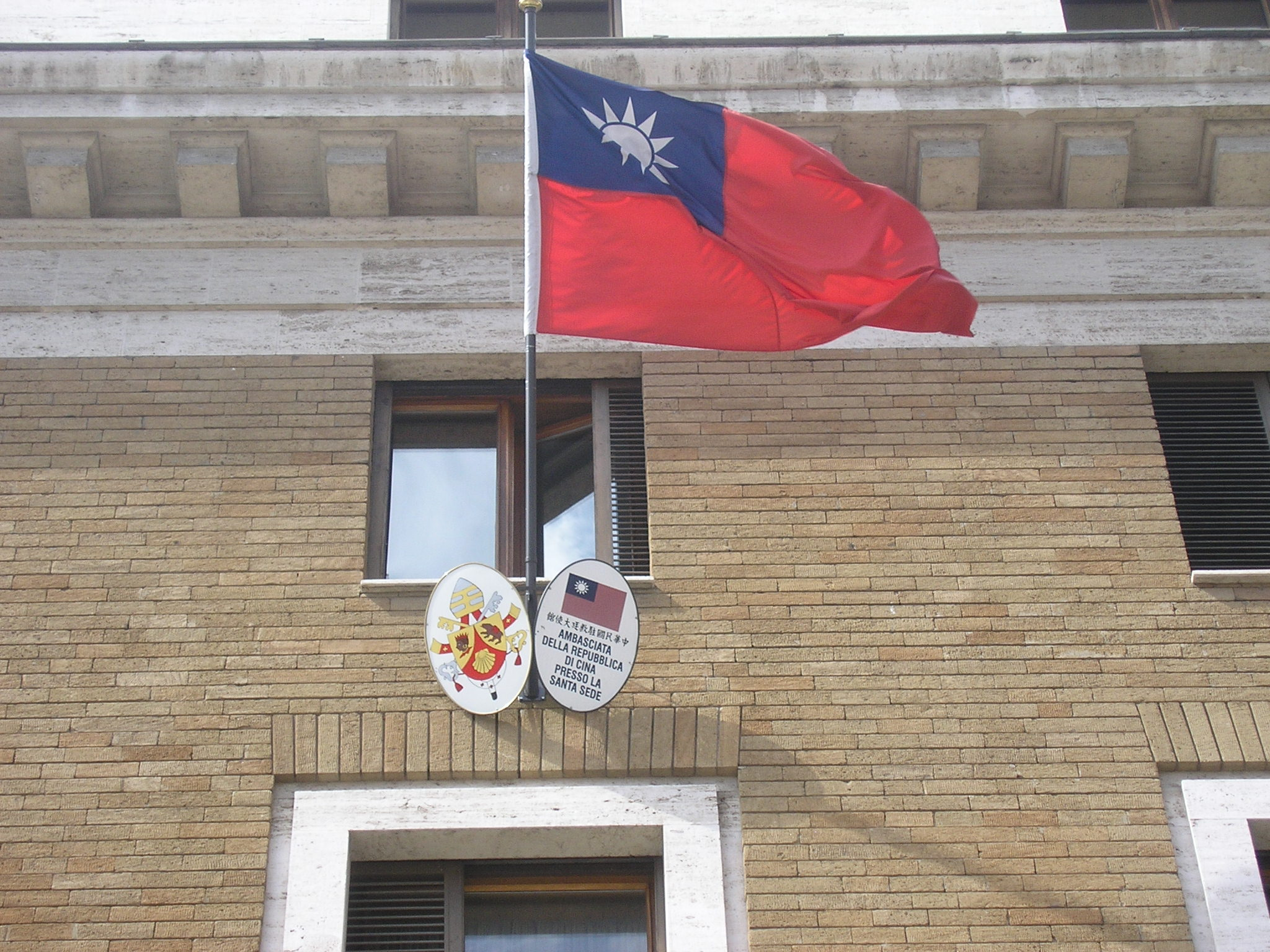
Mint minden más, a Vatikánnal diplomáciai kapcsolatot fenntartó ország nagykövetsége, a Kínai Köztársaságé is Rómában található, a Vatikánon kívül, egy olyan országban, amellyel Tajvannak nincsenek diplomáciai kapcsolatai.
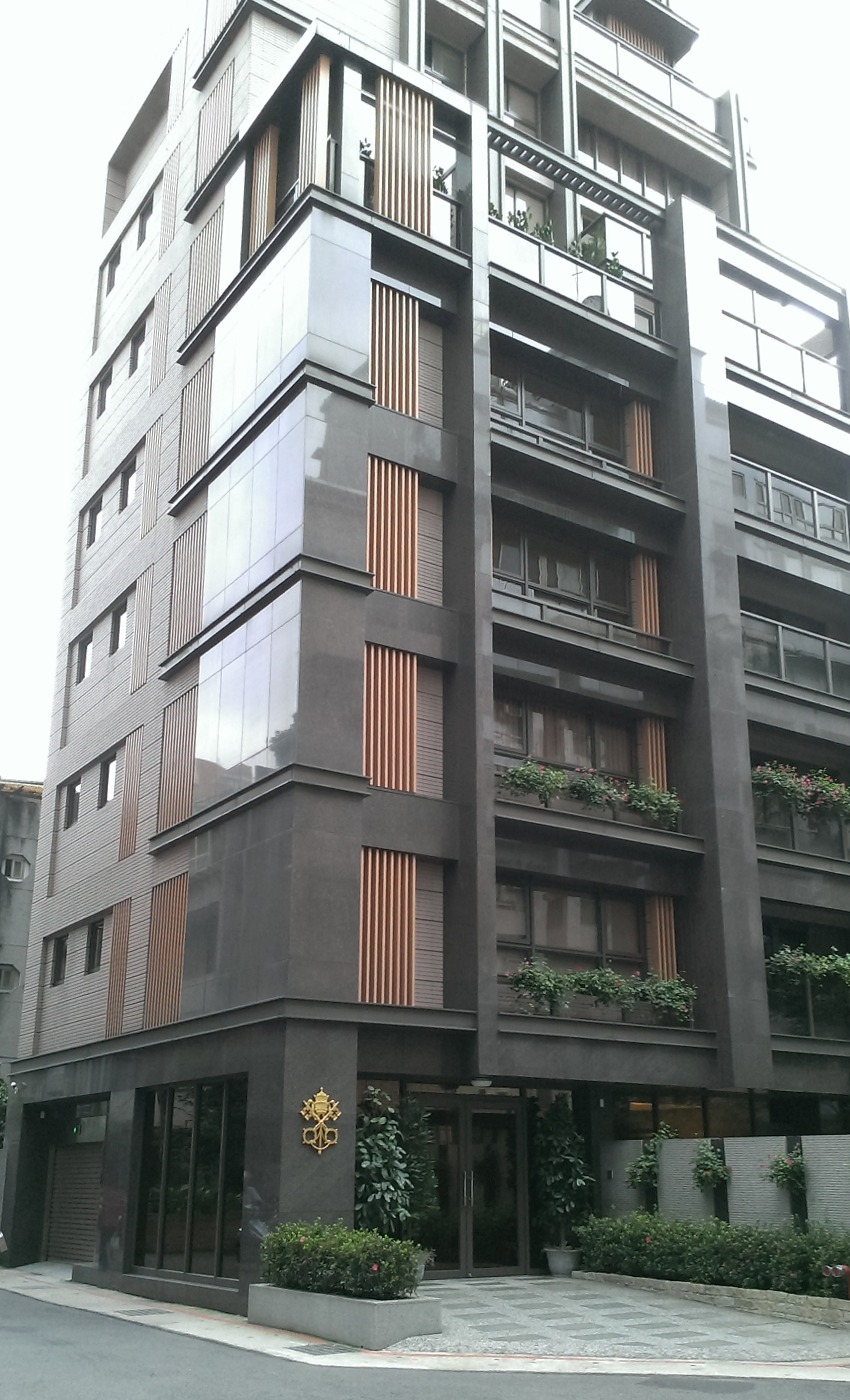
Az Apostoli nunciatúra Tajpejben, Tajvanon, a Kínai Köztársaságban
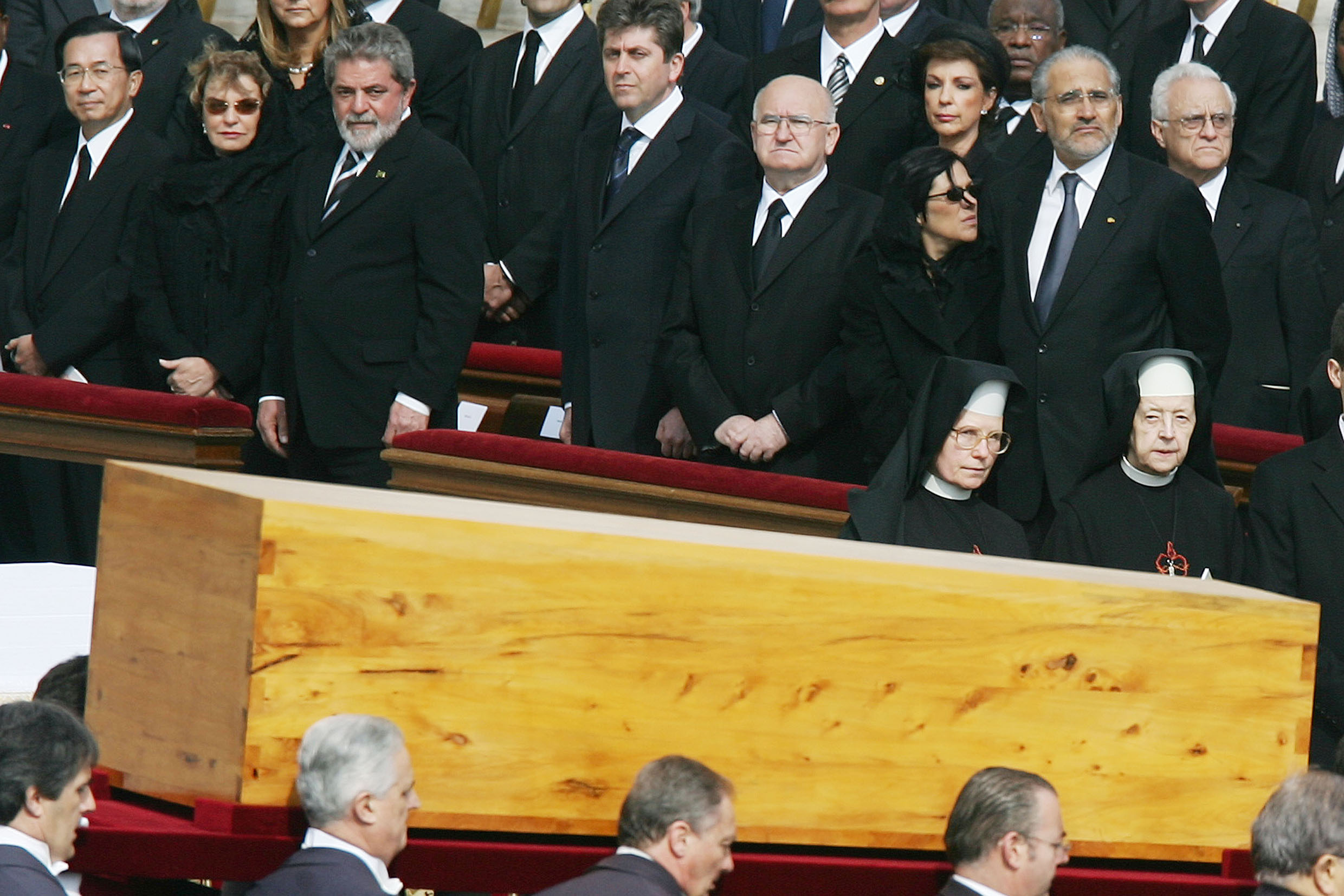
János Pál pápa, Csen Suj-pien (bal) tajvani elnök temetésén

## Fordítás
- Ez a szócikk részben vagy egészben  a   Holy See–Taiwan relations című angol Wikipédia-szócikk ezen változatának fordításán alapul.  Az eredeti cikk szerkesztőit annak laptörténete sorolja fel. Ez a jelzés csupán a megfogalmazás eredetét és a szerzői jogokat jelzi, nem szolgál a cikkben szereplő információk forrásmegjelöléseként.